# Bilbo Baggins
Bilbo Baggins – fikcyjna postać, główny bohater powieści J.R.R. Tolkiena Hobbit, czyli tam i z powrotem wydanej w 1937 r. Jest także jednym z bohaterów Władcy Pierścieni i pojawia się w innych utworach Tolkiena.
Bilbo był hobbitem z Shire, który za sprawą czarodzieja Gandalfa zostaje członkiem wyprawy krasnoludów, mającej za cel odzyskanie ich dawnej siedziby. W trakcie wyprawy Baggins odnalazł przedmiot, który okazał się mieć ogromne znaczenie dla losów Shire oraz całego Śródziemia.

## Fikcyjna biografia

### Narodziny i młodość
Bilbo urodził się 22 września 2890 r. Trzeciej Ery (1290 r. kalendarza Shire’u) jako jedyny syn Bungo Bagginsa i Belladony Tuk. Jako dziecko był bardzo zainteresowany czarodziejskimi sztuczkami i opowieściami Gandalfa, który odwiedzał wówczas Shire.
Po śmierci rodziców Bilbo zamieszkał w Bag End (domu wybudowanym przez jego ojca). Prowadził tam żywot zamożnego kawalera, ciesząc się szacunkiem sąsiadów i uchodząc za bardzo stateczną postać. Jednocześnie pozwalał sobie na dziwaczne (z punktu widzenia rodaków) praktyki, jak dalekie, samotne wędrówki i kontakty z elfami czy krasnoludami.

### Wyprawa do Ereboru
W 2941 r. Trzeciej Ery Bagginsa, wówczas pięćdziesięciolatka, odwiedził Gandalf, namawiając go do udziału w przygodzie. Okazała się nią planowana wyprawa kompanii krasnoludów (pod wodzą Thorina Dębowej Tarczy), mająca na celu odzyskanie ich dawnej siedziby, Samotnej Góry (Ereboru), zajmowanej przez smoka Smauga. Zgodnie z planem Gandalfa Bilbo miał służyć krasnoludom jako włamywacz, pomocny w przeniknięciu do wnętrza Góry i w odzyskaniu przynajmniej części zagarniętych przez smoka skarbów. Hobbit zdecydował się towarzyszyć krasnoludom, choć ciężko zniósł rozstanie z domowymi wygodami Bag End.
Gdy w trakcie przeprawy przez Góry Mgliste krasnoludowie i Gandalf wpadli w ręce goblinów, Bilbo błądził samotnie w podziemiach. Znalazł tam pierścień, a także spotkał Golluma. Nie chcąc paść łupem stwora, przedstawił mu się i zaproponował grę w zagadki. Gollum przyjął wyzwanie i zgodził się pokazać Bagginsowi drogę na zewnątrz, jeśli wygra. Mimo zwycięstwa Bilbo zmuszony był ratować się ucieczką, ponieważ Gollum uznał Bilba za złodzieja należącego do stwora skarbu. Sytuację uratował znaleziony przez Bagginsa pierścień, który zapewnił mu niewidzialność. Przez pewien czas hobbit walczył z pokusą zamordowania Golluma, ale ostatecznie zaniechał tego. Ostatecznie udało mu się wydostać na powierzchnię i spotkać towarzyszy.
Hobbit nie zdradził krasnoludom ani Gandalfowi, że znalazł dający niewidzialność pierścień. Dopiero później, gdy w Mrocznej Puszczy kompanii przyszło walczyć z gigantycznymi pająkami, ujawnił krasnoludom, że umie znikać, nie zdradzając jednak źródła swoich mocy. Niewidzialność okazała się wielką pomocą zarówno w walce z pająkami, jak i później, gdy hobbitowi przyszło wydostać krasnoludów z więzienia króla leśnych elfów i dostać się do Esgaroth.

### Preludium Bitwy Pięciu Armii
Po dotarciu do Samotnej Góry krasnoludy nakłoniły Bilba, by jako pierwszy wszedł do środka i zbadał sytuację. Pod osłoną niewidzialności hobbit trafił do leża Smauga; mimo pierścienia smok zwęszył intruza i wziął go na spytki. Bilbo wdał się w rozmowę ze smokiem, w trakcie której niechcący ujawnił, że kompania krasnoludów korzystała z pomocy ludzi z Miasta na Jeziorze.
Gdy Smaug opuścił swe leże, uwięziona we wnętrzu Góry kompania skorzystała z okazji i rozpoczęła przeszukiwanie skarbca. Thorinowi najbardziej zależało na odnalezieniu Arcyklejnotu, symbolu władzy nad Samotną Górą. Hobbit odnalazł klejnot, ale nie ujawnił tego żadnemu z kransoludów. Obawiał się bowiem zmiany w postępowaniu Thorina, którego na widok złota ogarnęła chciwość i duma.
Po śmierci Smauga pod Samotną Górą stanęły wojska króla leśnych elfów oraz mieszkańcy Esgaroth, którzy przeżyli zniszczenie miasta. Ponieważ Thorin zaczął uważać się za Króla pod Górą i odmówił podzielenia się skarbem, rozpoczęto przygotowania do oblężenia. Bilbo, któremu nie w smak była grożąca wojną sytuacja, zdecydował się wesprzeć ludzi i elfów. Wymknął się z Samotnej Góry i przekazał Arcyklejnot Thranduilowi oraz Bardowi. Elf i człowiek planowali posłużyć się klejnotem w negocjacjach z Thorinem, by nakłonić go do podzielenia się złotem. Nadejście armii krasnoludów, orków i wargów pokrzyżowało jednak te plany.

### Powrót do Shire
Po Bitwie Pięciu Armii Bilbo, w towarzystwie Gandalfa, udał się w drogę powrotną do Shire. Na miejscu hobbit odkrył, że został uznany za zmarłego, a większość jego majątku ruchomego została rozprzedana na aukcji.
Z pomocą przywiezionych z wyprawy bogactw Bilbo przywrócił porządek w Bag End i kontynuował starokawalerskie życie, nie odzyskał już jednak dobrego imienia wśród hobbitów. Czas poświęcał m.in. spisywaniu historii podróży, a także kontaktom z elfami i krasnoludami.
Przez blisko 60 lat po powrocie z wyprawy do Samotnej Góry Bilbo cieszył się zdrowiem i długim jak na hobbita życiem. Pod koniec tego okresu zaczął jednak czuć się staro, wzrastał w nim także niepokój o los pierścienia, z którym się nie rozstawał.

### Przygotowania do opuszczenia Shire
W wieku 99. lat Bilbo wyznaczył spadkobiercę swojego kuzyna, Frodo Bagginsa. Decyzja spotkała się z dezaprobatą krewnych Bilba, Sackville-Bagginsów; gdyby nie Frodo, to pozostała część rodziny niziołka odziedziczyła by posiadłość w Bag End i majątek hobbita.
W 3001 r. Trzeciej Ery podjął decyzję, że cały swój majątek (łącznie z pierścieniem) przekaże Frodowi, a sam opuści Shire i uda się do siedziby elfów w Rivendell, by tam odpocząć. Okazją ku temu było zorganizowane przez Bagginsa przyjęcie, wydane 22 września 3001 r. ku czci Bilba (z okazji jego 111. urodzin) i Froda (z okazji jego 33. urodzin i wejścia w dorosłość). Jednym z zaproszonych gości był Gandalf, któremu Bilbo zwierzył się ze swoich utrapień i planów. Gdy w trakcie uczty hobbit pożegnał się z gośćmi i, korzystając z mocy pierścienia, zniknął im z oczu, Gandalf przywołał błyskawicę, by zamaskować wybryk Bagginsa. W ten sposób przyczynił się do powstania legendy o szalonym Bagginsie, który znikał w huku i błysku gromu, a wracał z workami klejnotów i złota.
Przed odejściem z Shire, Bilbo poprosił czarodzieja o opiekę nad Frodem. Po krótkiej walce wewnętrznej i przy namowie Gandalfa, zdecydował się także zrezygnować z posiadania pierścienia. Pozbywszy się w ten sposób ciężkiego brzemienia, wyruszył w towarzystwie krasnoludów do Rivendell.

### Pobyt w Rivendell
Bilbo pozostał w gościnie elfów przez blisko 20 lat, odwiedziwszy jedynie na krótko Samotną Górę.
Bilbo był jednym z uczestników narady u Elronda, gdzie zdecydowano o utworzeniu Drużyny Pierścienia. Hobbit opowiedział jej uczestnikom o kulisach znalezienia Jedynego Pierścienia.
Przed wyruszeniem w drogę hobbit przekazał Frodowi Żądło (miecz z Gondolinu, znaleziony w jaskini trolli w trakcie wyprawy do Samotnej Góry) i kolczugę z mithrilu (podarunek od Thorina Dębowej Tarczy). Przedmioty te wielokrotnie przydały się młodemu Bagginsowi w trakcie jego wyprawy.

### Po Wojnie o Pierścień
W 3021 r. Trzeciej Ery Bilbo zdecydował się opuścić Rivendell i udać się do Szarych Przystani. Jako jednemu z Powierników Pierścienia przysługiwało mu prawo odpłynięcia do Amanu na pokładzie statku elfów. W podróży towarzyszyli mu także Frodo, Gandalf, Elrond i Galadriela.
W dniu opuszczenia Śródziemia, 29 września 3021 r. Trzeciej Ery, Bilbo miał 131 lat i był najstarszym znanym hobbitem.

### Genealogia
Bilbo był potomkiem znacznych rodów hobbitów: Tuków (spośród nich wywodzili się thanowie, władcy Shire’u) oraz Bagginsów. Okoliczność ta sprawiła, że Gandalf spośród hobbitów wybrał właśnie Bilba jako uczestnika kompanii Thorina:
Potrzebna mi domieszka krwi Tooków (...) i jeszcze solidna podstawa powściągliwości, może jakiś Baggins.
| Osoba                                       | Rodzice                                  | Dziadkowie                                       |
| ------------------------------------------- | ---------------------------------------- | ------------------------------------------------ |
| Bilbo Baggins (ur. 2890 TE, zm. po 3021 TE) | Bungo Baggins (ur. 2846 TE, zm. 2926 TE) | Mungo Baggins (ur. 2807 TE, zm. 2900 TE)         |
| Bilbo Baggins (ur. 2890 TE, zm. po 3021 TE) | Bungo Baggins (ur. 2846 TE, zm. 2926 TE) | Laura Grubb (ur. 2814 TE, zm. 2916 TE)           |
| Bilbo Baggins (ur. 2890 TE, zm. po 3021 TE) | Belladona Tuk (ur. 2852 TE, zm. 2934 TE) | Gerontius „Stary” Tuk (ur. 2790 TE, zm. 2920 TE) |
| Bilbo Baggins (ur. 2890 TE, zm. po 3021 TE) | Belladona Tuk (ur. 2852 TE, zm. 2934 TE) | Adamanda Chubb                                   |

## Historia postaci

### Imię i nazwisko

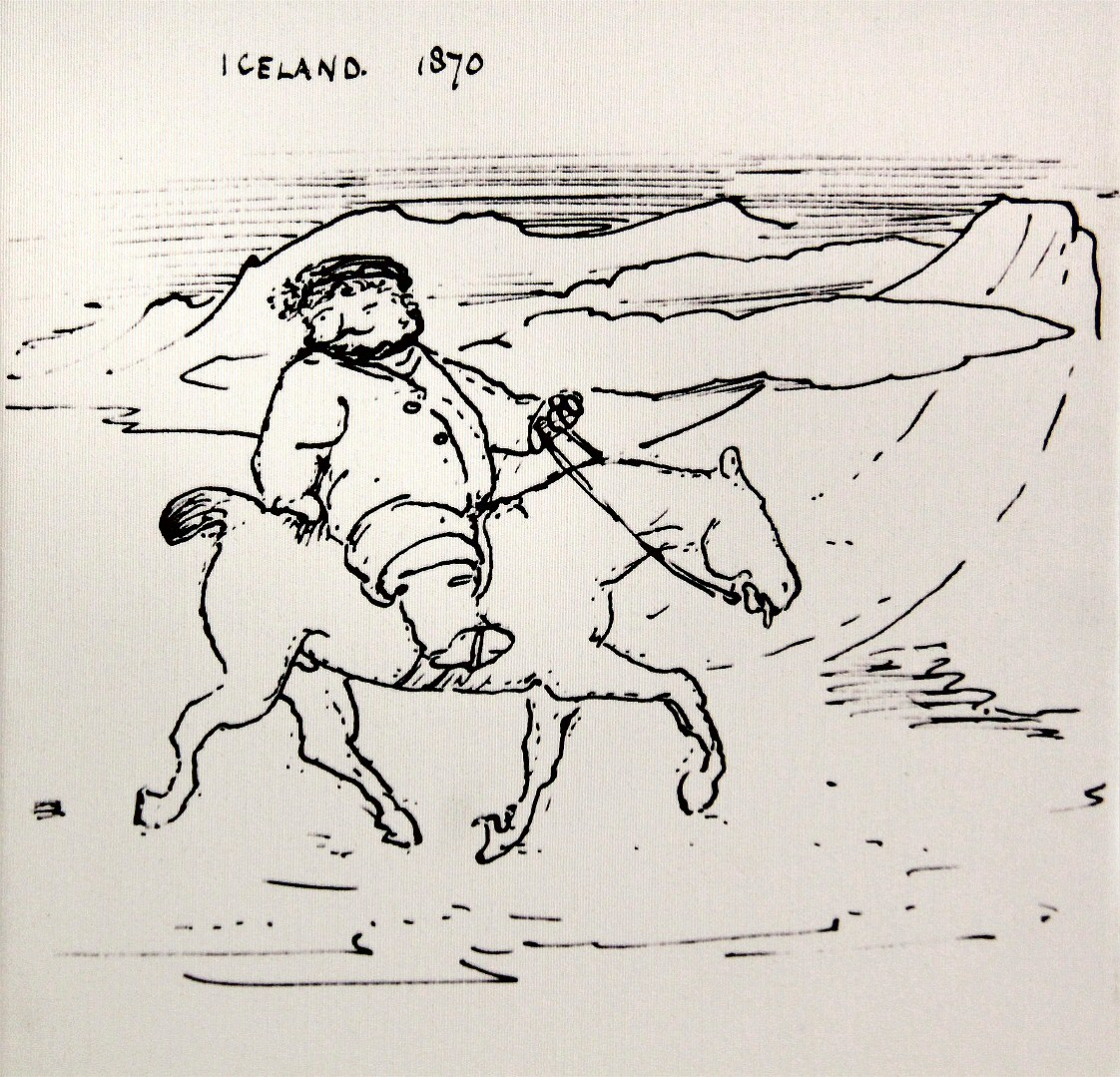
Karykatura autorstwa Edwarda Burne-Jonesa, przedstawiająca Williama Morrisa, podróżującego w 1870 r. na Islandii na grzbiecie kucyka. Zdaniem Marjorie Burns mógł być inspiracją dla postaci Bilbo Bagginsa.

Nazwisko Baggins ma pochodzić od angielskiego słowa bagging (używanego na określenie jedzenia spożywanego między regularnymi posiłkami; w dialekcie Huddersfield oznaczało ono także coś zapakowanego do torby).
Pochodzenie imienia Bilbo nie jest pewne. Douglas A. Anderson zwraca uwagę na jego podobieństwo ze słowem bilbo, określającego szablę wytwarzaną w hiszpańskim mieście Bilbao.
W zamyśle Tolkiena Bilbo Baggins miało być angielskim tłumaczeniem zapisanego w westronie (wspólnej mowie Śródziemia) imienia Bilba Labingi.
W polskim tłumaczeniu Władcy Pierścieni tłumacz Jerzy Łoziński przełożył imię i nazwisko hobbita jako Bilbo Bagosz. Pozostali tłumacze twórczości Tolkiena nie zmieniali imienia ani nazwiska hobbita.

### Inspiracja
Marjorie Burns, badaczka twórczości Tolkiena, zwraca uwagę na podobieństwo charakteru i przygód hobbita do tych, które były udziałem angielskiego malarza i rysownika, Williama Morrisa. W latach 70. XIX wieku odbył on kilka podróży na Islandię i pozostawił z nich relacje na piśmie. Morris przedstawiał siebie jako niską, korpulentną postać, niezbyt dobrze przystosowaną do trudów podróży i tęskniącą za domowymi pieleszami. Pobyt na wyspie obejmował między innymi podróże na kucykach i spotkanie z mężczyzną o imieniu Bjorn, wytykającego Morrisowi jego tuszę (podobnie jak czynił to Beorn, jeden z bohaterów Hobbita, pod adresem Bilba).
W biografii Tolkiena autorstwa Carpentera jej autor wskazał, że inspiracją dla postaci Bilba mógł być sam Tolkien:
W opowieści tej [Hobbit] Bilbo Baggins, syn pełnej życia Belladonny Took, będącej jedną z trzech niezwykłych córek Starego Tooka, wywodzący się także z czcigodnych i rzetelnych Bagginsów, osiągnął wiek średni i nie lubi ryzyka, ubiera się rozsądnie, lecz cieszą go jaskrawe kolory i smakuje mu proste jedzenie (...) John Ronald Reuel Tolkien, syn przedsiębiorczej Mabel Suffield, będącej jedną z trzech niezwykłych córek starego Johna Suffielda (który dożył prawie stu lat), wywodzący się także z czcigodnych i rzetelnych Tolkienów, osiągnął wiek średni i miał skłonności do pesymizmu, ubierał się rozsądnie, lecz lubił kolorowe kamizelki i nosił je, ilekroć mógł sobie na nie pozwolić, smakowało mu też proste jedzenie.

## Opis postaci

### Wygląd
W 1938 r. Tolkien korespondował z amerykańskim wydawnictwem w sprawie ilustracji do Hobbita. W jednym z listów wskazał, w jaki sposób powinna być przedstawiona postać głównego bohatera:
Wyobrażam sobie dość ludzką postać, a nie jakiegoś baśniowego królika, co, zdaje się, wyobrażają sobie niektórzy z moich brytyjskich recenzentów, o tłustym brzuchu i krótkich nogach. Okrągła, jowialna twarz; uszy tylko lekko spiczaste i „elfie”; włosy krótkie i kędzierzawe (brązowe). Stopy od kostek w dół pokryte brązowym włochatym futrem. Ubranie: zielone aksamitne spodnie, czerwona lub brązowa kamizelka, brązowa lub zielona marynarka, złote (lub mosiężne) guziki, ciemnozielony płaszcz z kapturem (należący do krasnoluda). Wzrost ważny tylko wtedy, gdy na ilustracji są jakieś inne przedmioty, powiedzmy około trzech stóp lub trzech stóp i sześciu cali.

### Twórczość
W zamyśle Tolkiena Hobbit, Władca Pierścieni i inne utwory należące do legendarium miały mieć swoje źródło w twórczości Bilbo Bagginsa, Frodo Bagginsa i innych osób, zgromadzonej głównie w Czerwonej Księdze Marchii Zachodniej; Tolkien miał być jedynie tłumaczem jej fragmentów.
| Materiały z Czerwonej Księgi Marchii Zachodniej                                             | Dzieła Tolkiena                |
| ------------------------------------------------------------------------------------------- | ------------------------------ |
| Relacja z udziału Bilba w podróży do Samotnej Góry                                          | Hobbit, czyli tam i z powrotem |
| Wiersze i legendy, zapisane na marginesach relacji z podróży Bilba i Froda                  | Przygody Toma Bombadila        |
| Tłumaczenia legend i historii elfów, dokonane przez Bilba w trakcie jego pobytu w Rivendell | Silmarillion                   |

Tolkien przypisał Bilbo Bagginsowi autorstwo między innymi następujących pieśni i tekstów:
- A droga wiedzie w przód i w przód,
- Zagadka Obieżyświata (The Riddle of Strider),
- Bilbo’s Last Song[29].

## Adaptacje
| Data premiery | Adaptacja                              | Aktor                                  | Dubbing polski     |
| ------------- | -------------------------------------- | -------------------------------------- | ------------------ |
| 1977          | Hobbit                                 | Orson Bean (głos)                      |                    |
| 1978          | Władca Pierścieni                      | Norman Bird (głos)                     | Janusz Bukowski    |
| 1980          | Powrót króla                           | Orson Bean (głos)                      |                    |
| 1985          | Хо́ббит (Hobbit)                        | Михаил Данилов (Michaił Daniłow)       |                    |
| 1991          | Хранители (Chranitieli)                | Гео́ргий Штиль (Gieorgij Sztil)         |                    |
| 1993          | Hobitit                                | Martti Suosalo                         |                    |
| 2001          | Władca Pierścieni: Drużyna Pierścienia | Ian Holm                               |                    |
| 2003          | Władca Pierścieni: Powrót króla        | Ian Holm                               |                    |
| 2012          | Hobbit: Niezwykła podróż               | Ian Holm (Bilbo w wieku 111. lat)      | Kazimierz Kaczor   |
| 2012          | Hobbit: Niezwykła podróż               | Martin Freeman (Bilbo w wieku 50. lat) | Waldemar Barwiński |
| 2012          | Hobbit: Niezwykła podróż               | Oscar Strik (Bilbo jako dziecko)       | –                  |
| 2013          | Hobbit: Pustkowie Smauga               | Martin Freeman (Bilbo w wieku 50. lat) | Waldemar Barwiński |
| 2014          | Hobbit: Bitwa Pięciu Armii             | Martin Freeman (Bilbo w wieku 50. lat) | Waldemar Barwiński |
| 2014          | Hobbit: Bitwa Pięciu Armii             | Ian Holm (Bilbo w wieku 111. lat)      | Kazimierz Kaczor   |

## Upamiętnienie

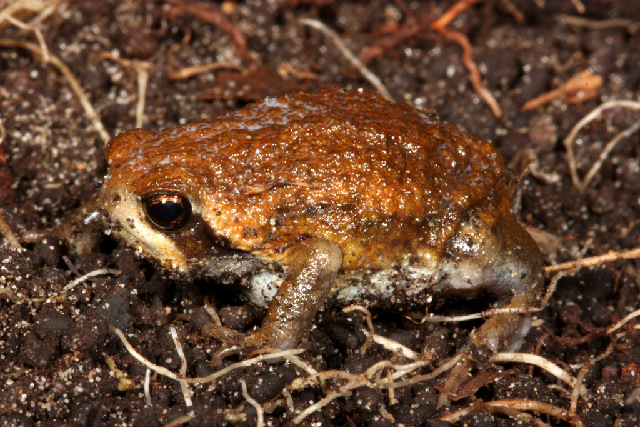
Breviceps bagginsi

Nazwy związane z Bilbo Bagginsem nadano:
- planetoidzie (2991) Bilbo[35],
- wzgórzom na powierzchni Tytana[36],
- gatunkowi płaza z rodziny Brevicipitidae – Breviceps bagginsi[37] – nazwę zasugerował naukowiec, który czytał swoim dzieciom Hobbita[38],
- trylobitowi Marjumia bagginsi[39],
- gatunkowi chrząszcza z rodziny biegaczowatych – Pericompsus bilbo[40].